# Park Narodowy Mount Harriet
Park Narodowy Mount Harriet – park narodowy położony na archipelagu Andamanów obejmujący swoim obszarem lasy Mount Harriet - 365 m n.p.m.

## Charakterystyka parku
Park narodowy obejmuje lasy na stokach góry Mout Harriet będące ważnym siedliskiem ptaków, w tym wielu endemicznych gatunków zagrożonych wyginięciem.

## Fauna
Teren parku jest siedliskiem wielu gatunków ptaków w tym : gołębi siwogłowych (Columba palumboides), kasztanówek rudogłowych (Macropygia rufipennis), sowic namorzynowych (Ninox affinis), dzięciołów andamańskich (Dryocopus hodgei).